# Piccola Mangere
Piccola Mangere (o Tapuaenuku in lingua māori) è un'isola facente parte delle Chatham, un gruppo insulare situato 800 km a est dell'Isola del Sud della Nuova Zelanda. È posta in vicinanza delle coste occidentali dell'isola di Pitt, 45 km a sud-est di Waitangi, sull'isola Chatham, il principale insediamento dell'arcipelago. Con un'estensione di soli 0,15 km² e un'altitudine massima di 214 m, l'isola è circondata da scogliere scoscese.
In passato Piccola Mangere, di proprietà privata, è stata il rifugio degli ultimi esemplari rimasti di balia melanica delle Isole Chatham, prima che questi fossero trasferiti, agli inizi degli anni ottanta, sulle isole di Mangere e di Sud-Est (o Rangatira) per un progetto di recupero della specie. L'isola ospita la colonia più numerosa di berte grigie (Ardenna grisea) delle Chatham.